# 雲水 (俳優ユニット)
雲水（うんすい）とは、ミュージカル・テニスの王子様で共演し意気投合した俳優たちによる自ら企画プロデュースし、不定期でイベントを開催するユニットのことである。

## 概要
グループ名の由来
寺山武志が某舞台中、相撲の雲龍型を雲水と間違えて真似をしたことから定着した。
ファンの愛称
雲水ファンの愛称は「小結（こむすびちゃん）」。メンバー毎に、それぞれ「小野部屋」「早乙女部屋」など、「部屋」とつけて呼ぶことになっているが、あまり浸透していない。
俳優ユニット
Team Unsuiとして、2017年10月に第1回公演「レンコン」（2017年）を皮切りに、早乙女じょうじ・小野賢章・寺山武志・岸本卓也で活動をスタート。

## メンバー
- 小野賢章
- 早乙女じょうじ（リーダー）
- 寺山武志
- 岸本卓也
- 柾木玲弥
- 元木聖也

## イベント
2012年1月28日 生男ch 公開放送～雲水＼(^O^)ゝ～
2012年4月7日 雲水！春場所
2012年10月28日 生男ch 公開放送～仮装ＤＥ雲水＼(^O^)ゝ～
2013年3月31日 雲水！九段下場所
2013年6月30日 雲水！烏山場所
2013年7月28日 雲水！夏場所
2014年1月26日 雲水！大阪場所
2014年12月14日 雲水！X'masパーリィー2014
2014年5月5日 雲水！GW場所
2014年8月17日 雲水！横濱場所
2015年2月1日 早春・雲水！大阪場所
2015年4月25日 雲水！目黒場所
2015年6月6日  梅雨・雲水！雨の大阪場所
2015年6月7日 『雲水！珍道中 第2弾』DVD発売イベント -アニメイト天王寺店-
2015年6月12日 『雲水！珍道中 第2弾』DVD発売イベント -アニメイト新宿店-
2015年8月1日 雲水！烏山場所NEO
2016年1月31日 雲水行脚！2016 大阪場所
2016年4月30日 雲水行脚2016 北海道場所
2016年7月9日 雲水行脚2016 福岡場所
2017年3月20日 DJCDVol.2リリース記念「雲水の今晩どうしましょう？」公開録音
2017年5月13日 雲水行脚2017 東京場所
2017年7月23日 雲水行脚2017 大阪場所
2017年9月10日 雲水行脚2017 名古屋場所
2018年1月21日 雲水行脚2018 大阪場所
2018年3月14日 雲水の今晩どうしましょう!?即売会 AnimeJapan 2018 -文化放送A＆Gブース-
2018年3月18日 『雲水！珍道中』第三弾 発売イベント
2018年6月30日 雲水行脚2018 東京場所
2018年9月16日 雲水行脚2018 北海道場所（震災のため中止）
2019年3月17日 雲水行脚2019 大阪場所
2019年7月13日-14日 文化放送A＆Gスペシャル 雲水と行く会津磐梯山周辺を巡る旅（バスツアー）
2019年8月24日 雲水行脚2019 東京場所
2019年9月15日 雲水行脚2019 北海道場所
2020年5月17日 雲水行脚2020 大阪場所 ※コロナ禍の為中止
2021年5月29日 「雲水の今晩どうしましょう！？会津磐梯山周辺から生配信スペシャル」
2022年4月16日 Team Unsui 第４回公演「パレード」発売記念イベント
2022年6月5日 雲水行脚2022 東京場所～お待たせしすぎたかもしれません！～
2022年8月28日　雲水行脚2022 大阪場所
2022年9月17日-18日 文化放送A＆Gスペシャル 雲水と行く会津磐梯山周辺を巡る旅2022（バスツアー）
2023年9月9日-10日 文化放送A＆Gスペシャル 雲水と行く会津磐梯山周辺を巡る旅2023（バスツアー）
2024年2月25日 雲水行脚2024 東京場所
2025年9月7日 雲水の今晩どうしましょう！？イベント2025〜おこしやす浅草〜

## 舞台
- 第1回公演「レンコン」（2017年10月25日 - 29日、新宿シアターモリエール）
- 第2回公演「カプセル」（2018年12月13日 - 24日、新宿シアターモリエール）[1]
- 第3回公演「ジャンプ」（2019年11月1日 - 10日、赤坂RED/THEATER）[2]
- 第4回公演「パレード」（2020年10月4日 - 11日、赤坂RED/THEATER）[3]
- 第5回公演「エビデイ」（2023年3月8日 - 12日、赤坂RED/THEATER）

## ラジオ
- 雲水の今晩どうしましょう!?（2016年4月8日 -  2024年3月30日、超!A&G+、2025年4月18日- 音泉）[4]

## DVD
- 雲水珍道中 vol.1～4
- 第1回公演「レンコン」
- 第2回公演「カプセル」
- 第3回公演「ジャンプ」
- 第4回公演「パレード」
- 第5回公演「エビデイ」

## CD
- DJCD vol.1～5